# James Frederick Ferrier
James Frederick Ferrier, né le 16 juin 1808 à Édimbourg et mort 11 juin 1864 à St Andrews, est un écrivain et métaphysicien écossais.
Il a créé le néologisme « épistémologie » dans son ouvrage Institutes of Metaphysic.

## Études et premiers écrits
Fils de John Ferrier, également écrivain, et de la sœur de John Wilson, dont le pseudonyme était Christopher North, Ferrier a été élève à la Royal High School, à l’université d’Édimbourg, ainsi qu’au Magdalen College d’Oxford. Il étudie la philosophie allemande à Heidelberg, en compagnie de son ami, William Hamilton. En 1842, il est promu professeur d’histoire, et, en 1845 il devient professeur de philosophie morale et d’économie politique à l’université de St Andrews. Il se porte deux fois candidat à la chaire de directeur de la chaire de philosophie d’Édimbourg, à celle de philosophie morale en 1852, et à celle de logique et de métaphysique en 1856, après la mort d’Hamilton. Il demeura enseignant ensuite à l’université de St Andrews pour le restant de ses jours. Ferrier eut cinq enfants de sa cousine, Margaret Anne, fille de John Wilson ; une de ses filles devint la femme de Sir Alexander Grant.
La première contribution de Ferrier à la philosophie fut une série d’articles publiés dans le magazine Blackwood en 1838 et 1839, intitulé Introduction à la philosophie de la conscience (An Introduction to the Philosophy of Consciousness). Dans ces articles, Ferrier condamne les philosophes antérieurs pour leur ignorance des investigations de la psychologie, dans le domaine de la Conscience. Celle-ci est ainsi la qualité fondamentale de l’homme, pourtant ignorée par les philosophes qui s’en tiennent à l’esprit. La Conscience se manifeste en effet lorsque l’homme utilise le mot, en étant conscient de son sens. Cette notion prend son origine dans l’homme lui-même. La conscience a ainsi son origine dans la volonté, qui, au sein de l’acte de conscience, pose le je en lieu et place des sensations. Morale, réflexion et responsabilité sont les résultats nécessaires de la conscience.
De nombreux autres articles suivirent. Le plus important fut la Crise de la spéculation moderne (The Crisis of Modern Speculation) (1841), mais aussi : Berkeley et l’Idéalisme (Berkeley and Idealism) (1842) ainsi que l’importante critique des publications des œuvres de Thomas Reid (1847), qui contient une attaque véhémente de la philosophie du sens commun. La perception de la matière est ainsi pour Ferrier le plus important phénomène de la pensée, alors que Reid, se donnant comme but de l’analyser, fait œuvre de représentationniste bien qu’il soit connu comme intuitionniste. Ferrier distingue ainsi entre la perception de la matière et notre propre perception de la matière. La psychologie tente vainement d’en analyser la forme. La métaphysique permet alors de séparer l’élément subjectif, que l’homme appréhende, de l’élément objectif : la perception de la matière. Il s’agit néanmoins non de la matière en soi mais de la perception de la matière comme existence indépendante de la pensée individuelle. Cette dernière ne peut cependant pas être indépendante de la pensée. La pensée est ainsi assujettie à l’esprit, lui-même la propriété de l’esprit divin. Cette dernière constitue l’argument irréfragable de l’existence de Dieu.
Institutes of Metaphysic (1854) est son ouvrage majeur, publié sous deux éditions, et dans lequel il fonde le mouvement idéaliste anglais, qu’il développe depuis les travaux du philosophe allemand Georg Wilhelm Friedrich Hegel.

## Derniers écrits
La doctrine philosophique de Ferrier trouve son expression la plus aboutie dans son Traité de métaphysique ; théorie de la connaissance et de l’être (Institutes of metaphysic; the theory of knowing and being) (1854) dans lequel il affirme avoir satisfait à la double obligation imposée à tout système philosophique, à savoir, d’être logique et vrai. Sa méthode est celle, comme chez Spinoza, de la démonstration rigoureuse, ou qui tente tout du moins de l’être. Toutes les erreurs de la pensée naturelle et de la psychologie peuvent ainsi être expliquées par l’un ou l’autre de ces trois notions :  Connaissance et Connu, Ignorance et Être. Ces concepts étant exhaustifs, ils composent en conséquence les divisions de la philosophie, dont le seul but est de corriger les inadvertances de la pensée ordinaire.
Le Traité de métaphysique analyse les vérités allant de soi touchant à la connaissance et au connu. Il explique que le fait que toute intelligence, en plus de connaitre tout ce qu’elle connait, doit, comme base ou condition de sa connaissance, posséder une certaine connaissance de soi, constitue la base de l’ensemble du système philosophique. En outre, le seul type possible de connaissable est celui qui est à la fois connu d’un objet et connu par un sujet (objet + sujet, ou chose + intelligence). En conclusion, le seul univers indépendant auquel un esprit puisse penser est un univers en synthèse avec quelque autre esprit ou conscience.
La principale contradiction, qui a été corrigée dans Agnoiology or Theory of Ignorance (Agnoiologie ou théorie de l’ignorance), affirme qu’il peut exister une ignorance dont on ne peut avoir connaissance. Elle est corrigée par le fait que l’Ignorance est un défaut, et fait valoir qu’il n’y a pas de défaut à ne pas connaitre ce qui ne peut être connu d’aucune intelligence (par exemple, que deux et deux font cinq), et que par conséquent il ne peut y avoir d’ignorance que de ce dont on peut avoir connaissance, c’est-à-dire, de quelque-objet-plus-quelque-sujet. Ergo, seul le connaissable est incognoscible. Ferrier revendique tout particulièrement l’originalité de cette section du Traité de métaphysique.
The Ontology or Theory of Being (Ontologie ou théorie de l’être) constitue un examen de l’origine des connaissances, où Ferrier retrouve tous les doutes et les erreurs des philosophes à l’hypothèse de l’existence absolue de la matière. Il parvient à la conclusion que les seules  vraies existences qui soient réelles et indépendantes sont les esprits-ensemble-avec-ce-qu’ils-appréhendent, et que la seule existence absolue strictement nécessaire est un esprit suprême et infini et éternel en synthèse avec toute chose.
En 1861, Ferrier souffre d’une faiblesse cardiaque à laquelle il succombe trois ans plus tard.

## Ensemble de l'œuvre
Selon Jenny Keef, le métaphysicien écossais James Frederick Ferrier a développé au milieu du XIXe siècle « le premier système post-hégélien d’idéalisme en Grande-Bretagne ». Toutefois, et « contrairement aux idéalistes britanniques de la seconde moitié du XIXe siècle, il n’était ni kantien ni hégélien » : il développe une métaphysique idéaliste en rejetant la philosophie du bon sens de Thomas Reid et en défendant Berkeley. Il se trouve être ainsi « une figure de transition entre la philosophie des Lumières en Écosse et le développement de l’idéalisme britannique dans la seconde moitié du XIXe siècle ». Il est aussi « le premier philosophe en anglais à se référer à la philosophie de la connaissance comme épistémologie ».

### Ferrier et l'idéalisme allemand
Si Ferrier se sépare de Kant (et du coup aussi de Hamilton) en rejetant l’existence du noumène (la chose en soi), il s'intéresse aux idéalistes allemands : il rédige par exemple des notices biographiques sur Schelling et Hegel pour le Dictionnaire impérial de philosophie. Dans ses ouvrages, il fait occasionnellement référence « à Fichte, Schelling et Hegel », qu'en général il « considère positivement », bien qu'à ses yeux, Hegel soit « un génie opaque ».

### Introduction du terme «epistemology» en philosophie anglophone
James Frederick Ferrier est connu pour avoir introduit le mot epistemology dans la littérature philosophique anglophone en 1854, en l'utilisant dans ses Institutes of Metaphysic.
Dans cet ouvrage, Ferrier présente l’immatérialisme de George Berkeley en le reformulant  dans le vocabulaire de l’idéalisme allemand, « ou du moins de ce qu’il en connaît », nuance Laurent Jaffro. Et c'est dans le titre de la première partie des Institutes qu'apparaît : « L’« épistémologie », c’est-à-dire la théorie de la connaissance » (la deuxième partie de l'ouvrage s'intitule « L’agnoiologie, ou théorie de l’ignorance », « agnoiologie » étant aussi un néologisme, « mais dont le succès fut moindre » ; la troisième est sur « L’ontologie »). Jaffro écrit : « La petite notoriété de Ferrier dans l’histoire des idées est due au fait qu’il forge le terme ». « Quel besoin de traverser la zone de l’agnoiologie pour aller de l’épistémologie à l’ontologie ? », s'interroge Laurent Jaffro qui explique alors que « Ferrier entend contenir l’objection selon laquelle nous ne connaissons pas l’objet de l’ontologie, c’est-à-dire l’être absolu ». D'après Dominique Lecourt, bien qu'epistemology soit resté assez peu employé pendant plusieurs décennies, l' « ironie de l’histoire » a fait qu'il s’est répandu par la suite chez des penseurs qui au contraire rejetaient Hegel et la philosophie romantique allemande. « Même s’il faut reconnaître que l’usage reste assez flou, on peut dire que le vocable d’« épistémologie » se veut plus modeste que celui de « philosophie des sciences » » : les épistémologues, qui se concentrent sur la démarche de la connaissance, ne se préoccupent guère de réfléchir sur son sens, et « il leur arrive même de présenter leur discipline comme une discipline scientifique ayant rompu avec la philosophie ».